# Марганецька міська рада
Ма́рганецька міська́ ра́да — адміністративно-територіальна одиниця та орган місцевого самоврядування у Дніпропетровській області. Адміністративний центр — місто обласного значення Марганець.

## Загальні відомості
- Територія ради: 37 км²
- Населення ради: 49 000 осіб (станом на 1 серпня 2015 року)[1]

## Населені пункти
Міській раді підпорядковані населені пункти:
- м. Марганець
- смт Мар'ївка
- с-ще Максимівка

## Склад ради
Рада складається з 34 депутатів та голови.
- Голова ради: Боровик Геннадій Васильович
- Секретар ради: Деркач Анатолій Віталійович

### Керівний склад попередніх скликань
| ПІБ                      | Основні відомості                                                                            | Дата обрання | Дата звільнення |
| ------------------------ | -------------------------------------------------------------------------------------------- | ------------ | --------------- |
| Кузнєцов Сергій Іванович | Міський голова, 1956 року народження, безпартійний                                           | 26.03.2006   | 31.10.2010      |
| Бідняк Олег Григорович   | Міський голова, 1960 року народження, освіта вища, член Партії регіонів                      | 31.10.2010   | 25.10.2015      |
| Жадько Олена Анатоліївна | Міський голова, 1967 року народження, освіта вища, член політичної партії «Опозиційний блок» | 25.10.2015   |                 |

Примітка: таблиця складена за даними сайту Верховної Ради України та ЦВК

### Депутати VII скликання
За результатами місцевих виборів 2015 року депутатами ради стали:

#### За суб'єктами висування
| Суб'єкт висування                                          | Кількість обраних депутатів | %     |
| ---------------------------------------------------------- | --------------------------- | ----- |
| Політична партія «Опозиційний блок»                        | 8                           | 23.53 |
| Політична партія Всеукраїнське об'єднання «Батьківщина»    | 5                           | 14.71 |
| Політична партія «Українське Об'єднання патріотів — УКРОП» | 5                           | 14.71 |
| Партія «Відродження»                                       | 4                           | 11.76 |
| Партія Блок Петра Порошенка «Солідарність»                 | 4                           | 11.76 |
| Політична партія «Об'єднання „Самопоміч“»                  | 2                           | 5.88  |
| Радикальна партія Олега Ляшка                              | 2                           | 5.88  |
| Партія захисників Вітчизни                                 | 2                           | 5.88  |
| Політична партія Громадський рух «Народний контроль»       | 2                           | 5.88  |

#### За округами
| № округу                                                   | Прізвище, ім'я, по батькові       | Дата нар.  | Освіта              | Партійна приналежність                                           | Відомості |
| ---------------------------------------------------------- | --------------------------------- | ---------- | ------------------- | ---------------------------------------------------------------- | --- |
| Політична Партія «Опозиційний блок»                        |                                   |            |                     |                                                                  | |
| 12                                                         | Долгорук Вікторія Валеріївна      | 17.01.1976 | вища                | безпартійна                                                      | Виконком Марганецької міської ради, начальник служби у справах дітей |
| 25                                                         | Хлєбніков Володимир Михайлович    | 03.04.1952 | вища                | член Політичної Партії «Опозиційний блок»                        | Комунальний заклад «Марганецька центральна міська лікарня» Дніпропетровської обласної ради, хірург                                                                             |
| 22                                                         | Чимбар Ігор Валерійович           | 20.05.1984 | вища                | член Політичної Партії «Опозиційний блок»                        | Публічне акціонерне товариство «Марганецький гірничозбагачувальний комбінат», апарат управління, інженер нормувальник                                                          |
| 16                                                         | Матвєєва Яна Володимирівна        | 11.03.1979 | вища                | член Політичної Партії «Опозиційний блок»                        | Фізична особа-підприємець |
| 18                                                         | Хлєбніков Дмитро Володимирович    | 18.08.1972 | вища                | безпартійний                                                     | Комунальний заклад «Марганецька центральна міська лікарня» Дніпропетровської обласної ради, завідувач хірургічного відділення                                                  |
| 4                                                          | Ситник Анатолій Якович            | 01.06.1958 | вища                | член Політичної Партії «Опозиційний блок»                        | пенсіонер |
| 24                                                         | Міняйло Ірина Іванівна            | 07.11.1959 | вища                | член Політичної Партії «Опозиційний блок»                        | Навчально-виховний комплекс — ліцей № 10, заступник директора |
| 28                                                         | Кондратович Володимир Миколайович | 22.08.1963 | вища                | безпартійний                                                     | пенсіонер |
| політична партія Всеукраїнське об'єднання «Батьківщина»    |                                   |            |                     |                                                                  | |
| пк                                                         | Бондаренко Олександр Олексійович  | 14.05.1968 | загальна середня    | член політичної партії Всеукраїнське об'єднання «Батьківщина»    | Фізична особа-підприємець |
| 34                                                         | Сметанко Віталій Леонідович       | 06.09.1973 | вища                | безпартійний                                                     | ВДІ з обслуговування м. Марганець ГУ МВС України в Дніпропетровській області, інспектор з технічного нагляду                                                                   |
| 30                                                         | Рядінський Олександр Вікторович   | 11.02.1970 | професійно-технічна | член політичної партії Всеукраїнське об'єднання «Батьківщина»    | Фізична особа-підприємець |
| 33                                                         | Бобух Олександр Іванович          | 01.07.1973 | загальна середня    | член політичної партії Всеукраїнське об'єднання «Батьківщина»    | тимчасово не працює |
| 6                                                          | Крапивна Ольга Михайлівна         | 18.06.1956 | вища                | безпартійна                                                      | Виконавчий комітет Марганецької міської ради, завідувач відділу забезпечення діяльності виконкому міської ради                                                                 |
| ПОЛІТИЧНА ПАРТІЯ «УКРАЇНСЬКЕ ОБ'ЄДНАННЯ ПАТРІОТІВ — УКРОП» |                                   |            |                     |                                                                  | |
| 32                                                         | Польський Дмитро Павлович         | 05.04.1954 | вища                | член ПОЛІТИЧНОЇ ПАРТІЇ «УКРАЇНСЬКЕ ОБ'ЄДНАННЯ ПАТРІОТІВ — УКРОП» | Приватний підприємець |
| 28                                                         | Гугля Олексій Миколайович         | 01.02.1975 | професійно-технічна | член ПОЛІТИЧНОЇ ПАРТІЇ «УКРАЇНСЬКЕ ОБ'ЄДНАННЯ ПАТРІОТІВ — УКРОП» | ПАТ «Марганецький гірничо-збагачувальний комбінат», шахта № 9/10, підземний гірник очисного забою                                                                              |
| 26                                                         | Соколішин Олександр Дмитрович     | 09.03.1972 | професійно-технічна | член ПОЛІТИЧНОЇ ПАРТІЇ «УКРАЇНСЬКЕ ОБ'ЄДНАННЯ ПАТРІОТІВ — УКРОП» | ПАТ «Марганецький гірничо-збагачувальний комбінат», шахта № 9/10, підземний гірник очисного забою                                                                              |
| 3                                                          | Вітько Андрій Володимирович       | 11.03.1971 | вища                | член ПОЛІТИЧНОЇ ПАРТІЇ «УКРАЇНСЬКЕ ОБ'ЄДНАННЯ ПАТРІОТІВ — УКРОП» | ПАТ «Марганецький гірничо-збагачувальний комбінат», головний інженер |
| 19                                                         | Аксьонов Геннадій Анатолійович    | 15.07.1962 | вища                | член ПОЛІТИЧНОЇ ПАРТІЇ «УКРАЇНСЬКЕ ОБ'ЄДНАННЯ ПАТРІОТІВ — УКРОП» | ПАТ «Марганецький гірничо-збагачувальний комбінат», шахта 3/5, начальник цеха                                                                                                  |
| ПАРТІЯ "БЛОК ПЕТРА ПОРОШЕНКА «СОЛІДАРНІСТЬ»                |                                   |            |                     |                                                                  | |
| пк                                                         | Лук'яненко Микола Васильович      | 14.05.1957 | вища                | член ПАРТІЇ "БЛОК ПЕТРА ПОРОШЕНКА «СОЛІДАРНІСТЬ»                 | Марганецька міська рада, в.о.міського голови, секретар Марганецької міської ради                                                                                               |
| 31                                                         | Максимова Валентина Василівна     | 28.12.1959 | вища                | член ПАРТІЇ "БЛОК ПЕТРА ПОРОШЕНКА «СОЛІДАРНІСТЬ»                 | Комунальний заклад «Марганецький центр первинної медико-санітарної допомоги», головний лікар                                                                                   |
| 12                                                         | Зіберов Юрій Анатолійович         | 05.06.1963 | вища                | член ПАРТІЇ "БЛОК ПЕТРА ПОРОШЕНКА «СОЛІДАРНІСТЬ»                 | Фізична особа-приватний підприємець |
| 27                                                         | Хникін Сергій Олександрович       | 21.04.1973 | вища                | безпартійний                                                     | Комунальне підприємство "Марганецьке виробниче управління водопровідно-каналізаційного господарства"Дніпропетровської обласної ради", начальник насосно-фільтрувальної станції |
| Партія «Відродження»                                       |                                   |            |                     |                                                                  | |
| пк                                                         | Волошин Андрій Петрович           | 29.06.1964 | вища                | член Партії «Відродження»                                        | ТОВ ВКФ «Марганецький хлібозавод», директор |
| 20                                                         | Швець Андрій Сергійович           | 05.06.1984 | вища                | член Партії «Відродження»                                        | ПАТ"Марганецький ГЗК",, заступник голови правління з охорони праці |
| 1                                                          | Євдокименко Євген Вікторович      | 22.07.1980 | вища                | член Партії «Відродження»                                        | Виконавчий комітет Марганецької міської ради, заступник міського голови |
| 2                                                          | Ваданов Валентин Олександрович    | 26.03.1975 | вища                | член Партії «Відродження»                                        | КП "Марганецьке ВУВКГ «ДОР», начальник управління |
| Партія захисників Вітчизни                                 |                                   |            |                     |                                                                  | |
| пк                                                         | Жир Олена Анатоліївна             | 21.12.1962 | професійно-технічна | безпартійна                                                      | Державне підприємство Конструкторське бюро «Артилерійське озброєння» Державного концерну «Укроборонпром», головний бухгалтер                                                   |
| 21                                                         | Харіна Алла Сергіївна             | 26.01.1973 | професійно-технічна | безпартійна                                                      | Публічне акціонерне товариство «Марганецький гірничо-збагачувальний комбінат», спеціаліст психофізиолог                                                                        |
| ПОЛІТИЧНА ПАРТІЯ "ГРОМАДСЬКИЙ РУХ «НАРОДНИЙ КОНТРОЛЬ»      |                                   |            |                     |                                                                  | |
| пк                                                         | Боровик Геннадій Васильович       | 03.11.1964 | вища                | член ПОЛІТИЧНОЇ ПАРТІЇ "ГРОМАДСЬКИЙ РУХ «НАРОДНИЙ КОНТРОЛЬ»      | Товариство з обмеженою відповідальністю Виробничо-комерційна фірма «АГРО-ХІІІБ», директор                                                                                      |
| 4                                                          | Білий Олександр Якович            | 28.02.1959 | вища                | член ПОЛІТИЧНОЇ ПАРТІЇ "ГРОМАДСЬКИЙ РУХ «НАРОДНИЙ КОНТРОЛЬ»      | СК «Гірник» Публічного акціонерного товариства «Марганецький гірничо-збагачувальний комбінат», директор                                                                        |
| Політична партія "Об'єднання «САМОПОМІЧ»                   |                                   |            |                     |                                                                  | |
| пк                                                         | Передрієнко Михайло Вікторович    | 09.06.1969 | загальна середня    | член Політичної партії "Об'єднання «САМОПОМІЧ»                   | ТОВ «Юг Транс Термінал», заступник директора |
| 14                                                         | Омельченко Марина Ігорівна        | 03.03.1986 | вища                | член Політичної партії "Об'єднання «САМОПОМІЧ»                   | Марганецький міський суд, заступник керівника апарату суду |
| Радикальна партія Олега Ляшка                              |                                   |            |                     |                                                                  | |
| пк                                                         | Деркач Анатолій Віталійович       | 07.04.1986 | вища                | член Радикальної партії Олега Ляшка                              | ПАТ «МРРЗ», коммерційний директор |
| 10                                                         | Корогодський Ігор Петрович        | 13.03.1961 | вища                | безпартійний                                                     | ПАТ «МРРЗ», голова правління |

### Депутати VI скликання
За результатами місцевих виборів 2010 року депутатами ради стали:

#### За суб'єктами висування
| Суб'єкт висування                                       | Кількість обраних депутатів | %    |
| ------------------------------------------------------- | --------------------------- | ---- |
| Партія регіонів                                         | 19                          | 52,8 |
| Політична партія «Сильна Україна»                       | 6                           | 16,7 |
| Комуністична партія України                             | 4                           | 11,1 |
| Політична партія Всеукраїнське об'єднання «Батьківщина» | 3                           | 8,3  |
| Політична партія «Фронт Змін»                           | 3                           | 8,3  |
| Політична партія Всеукраїнське об'єднання «Свобода»     | 1                           | 2,8  |

#### За округами
| № округу                                                | Прізвище, ім'я, по батькові       | Дата визнання обраним | Освіта  | Партійна приналежність                        | Відомості про обраного депутата                                                                                 |
| ------------------------------------------------------- | --------------------------------- | --------------------- | ------- | --------------------------------------------- | --- |
| Комуністична партія України                             |                                   |                       |         |                                               | |
| б/м                                                     | Ігнатенко Віктор Васильович       | 04.11.2010            | вища    | член Комуністичної партії України             | ВАТ «МГЗК» Управління капітального будівництва, в.о.начальника відділу управління капітального будівництва      |
| б/м                                                     | Рослевич Леонід Вікторович        | 04.11.2010            | вища    | член Комуністичної партії України             | виконком Марганецької міської ради, заступник міського голови                                                   |
| 3                                                       | Крапивна Ольга Михайлівна         | 04.11.2010            | вища    | член Комуністичної партії України             | виконком Марганецької міської ради, головний спеціаліст                                                         |
| 7                                                       | Фролов Олександр Іванович         | 04.11.2010            | вища    | член Комуністичної партії України             | середня загальноосвітня школа № 9, директор                                                                     |
| Партія регіонів                                         |                                   |                       |         |                                               | |
| б/м                                                     | Кірієнко Василь Якович            | 04.11.2010            | вища    | член Партії регіонів                          | приватний підприємець                                                                                           |
| б/м                                                     | Лук'янченко Павло Вікторович      | 04.11.2010            | вища    | член Партії регіонів                          | комунальний заклад «Марганецька міська лікарня», головний лікар                                                 |
| б/м                                                     | Шевченко Віктор Тарасович         | 04.11.2010            | вища    | член Партії регіонів                          | виконком міської ради, заступник міського голови                                                                |
| б/м                                                     | Білий Олександр Якович            | 04.11.2010            | вища    | член Партії регіонів                          | ВАТ «Марганець кий гірничо- збагачувальний комбінат», спортивний клуб «Гірник», директор                        |
| б/м                                                     | Ваданов Валентин Олександрович    | 04.11.2010            | вища    | член Партії регіонів                          | комунальне підприємство «Марганецьке виробниче управління водопровідно-каналізаційного господарства»., директор |
| б/м                                                     | Боровик Геннадій Васильович       | 04.11.2010            | вища    | член Партії регіонів                          | фірма «Агро-хліб», директор                                                                                     |
| б/м                                                     | Бородкіна Єлизавета Іванівна      | 04.11.2010            | вища    | член Партії регіонів                          | дитяче дошкільне об'єднання, директор                                                                           |
| б/м                                                     | Мироненко Володимир Іванович      | 04.11.2010            | вища    | член Партії регіонів                          | приватний підприємець                                                                                           |
| б/м                                                     | Гугля Юрій Васильович             | 04.11.2010            | вища    | член Партії регіонів                          | приватний підприємець                                                                                           |
| б/м                                                     | Сисоєв Олександр Іванович         | 04.11.2010            | вища    | член Партії регіонів                          | фірма «Агро-хліб», головний інженер                                                                             |
| 1                                                       | Євдокименко Євгеній Вікторович    | 04.11.2010            | вища    | член Партії регіонів                          | фонд соціального страхування з тимчасової втрати працездатності, директор                                       |
| 2                                                       | Ситник Анатолій Якович            | 04.11.2010            | вища    | член Партії регіонів                          | виконком міської ради, завідувач відділу замлекористування                                                      |
| 4                                                       | Беркут Ірина Іванівна             | 04.11.2010            | вища    | член Партії регіонів                          | територіальний центр, директор                                                                                  |
| 5                                                       | Кострикін Олександр Олександрович | 04.11.2010            | вища    | член Партії регіонів                          | Ториство з обмеженою відповідальністю «Елекстрострой», директор                                                 |
| 9                                                       | Малишев Віктор Федорович          | 04.11.2010            | вища    | член Партії регіонів                          | виконком Марганецької міської ради, секретар                                                                    |
| 11                                                      | Кравченко Наталія Іванівна        | 04.11.2010            | вища    | член Партії регіонів                          | виконком Марганецької міської ради, заступник міського голови                                                   |
| 12                                                      | Жадько Олена Анатоліївна          | 04.11.2010            | вища    | член Партії регіонів                          | загальноосвітня школа № 10, директор                                                                            |
| 13                                                      | Хлєбніков Володимир Михайлович    | 04.11.2010            | вища    | член Партії регіонів                          | комунальне підприємство «Марганецька міська лікарня», лікар                                                     |
| 14                                                      | Хникіна Гульнара Рашидівна        | 04.11.2010            | вища    | член Партії регіонів                          | управління праці та соціального захисту населення, начальник                                                    |
| Політична партія Всеукраїнське об'єднання «Батьківщина» |                                   |                       |         |                                               | |
| б/м                                                     | Якименко Микола Іванович          | 04.11.2010            | вища    | член Всеукраїнського об'єднання «Батьківщина» | управління освіти виконавчого комітету Марганецької міської ради, начальник                                     |
| б/м                                                     | Бондаренко Олександр Олексійович  | 04.11.2010            | середня | член Всеукраїнського об'єднання «Батьківщина» | приватний підприємець                                                                                           |
| 10                                                      | Лисенко Тетяна Олександрівна      | 04.11.2010            | вища    | член Всеукраїнського об'єднання «Батьківщина» | комунальний заклад Марганецька міська лікарня, заступник головного лікаря                                       |
| Політична партія Всеукраїнське об'єднання «Свобода»     |                                   |                       |         |                                               | |
| 16                                                      | Передрієнко Михайло Вікторович    | 04.11.2010            | середня | позапартійний                                 | ТОВ «Юг Транс Термінал», заступник директора                                                                    |
| Політична партія «Сильна Україна»                       |                                   |                       |         |                                               | |
| б/м                                                     | Зудін Олексій Олексійович         | 04.11.2010            | середня | член Політичної партії «Сильна Україна»       | ПП «Зудін» м. Запоріжжя, директор                                                                               |
| б/м                                                     | Піддубний Роман Миколайович       | 04.11.2010            | вища    | член Політичної партії «Сильна Україна»       | ТОВ «Асканія». м. Запоріжжя, директор                                                                           |
| б/м                                                     | Волошин Андрій Петрович           | 04.11.2010            | вища    | член Політичної партії «Сильна Україна»       | ТОВ «Марганецький хлібозавод», директор                                                                         |
| 8                                                       | Ткачук Віктор Анатолійович        | 04.11.2010            | вища    | член Політичної партії «Сильна Україна»       | «Центр відродження та реформування особистості», м. Марганець, директор                                         |
| 15                                                      | Сугоняко Віктор Петрович          | 04.11.2010            | вища    | член Політичної партії «Сильна Україна»       | ТОВ «Томаківський комбікормовий завод», директор                                                                |
| 17                                                      | Максимова Валентина Василівна     | 04.11.2010            | вища    | член Політичної партії «Сильна Україна»       | пенсіонер |
| Політична партія «Фронт Змін»                           |                                   |                       |         |                                               | |
| б/м                                                     | Гросс Віктор Іванович             | 04.11.2010            | вища    | член Політичної партії «Фронт Змін»           | ТОВ «Атлант», завідувач дільниці                                                                                |
| 6                                                       | Лук'яненко Микола Васильович      | 04.11.2010            | вища    | член Політичної партії «Фронт Змін»           | приватний підприємець                                                                                           |
| 18                                                      | Захарчук Володимир Іванович       | 04.11.2010            | середня | член Політичної партії «Фронт Змін»           | КП «Марганець водоканал», інженер                                                                               |